# Tim Pawlenty

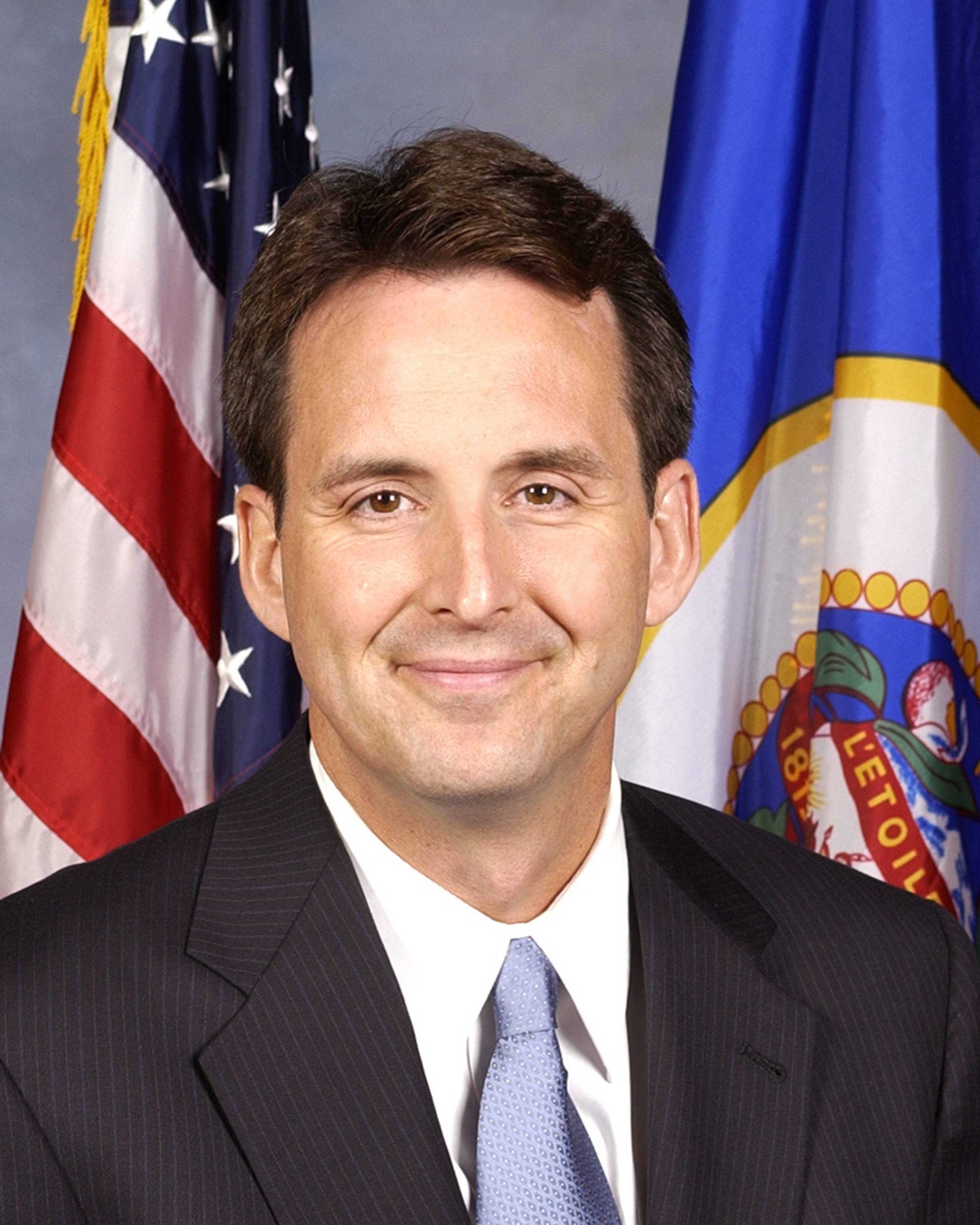
Tim Pawlenty (2003)

Timothy James „Tim“ Pawlenty (* 27. November 1960 in St. Paul, Minnesota) ist ein US-amerikanischer Politiker der Republikanischen Partei. Er amtierte vom 6. Januar 2003 bis zum 3. Januar 2011 als Gouverneur des Bundesstaates Minnesota.

## Biografie
Nach seinem Jura-Studium an der University of Minnesota wurde Pawlenty 1994 als Abgeordneter in das Repräsentantenhaus von Minnesota gewählt. Ursprünglich plante er 2002 eine Kandidatur für den US-Senat, doch auf Bitten von Vizepräsident Dick Cheney ließ er seinem Parteikollegen Norm Coleman den Vortritt. Er fasste jedoch den Entschluss, stattdessen für das Amt des Gouverneurs zu kandidieren. In einer knappen Wahl konnte sich Pawlenty gegen seine Gegenkandidaten Roger Moe und Tim Penny durchsetzen und wurde somit am 6. Januar 2003 der 39. Gouverneur von Minnesota. 2006 gewann er mit einem Vorsprung von weniger als 23.000 Stimmen vor dem demokratischen Kandidaten Mike Hatch die Gouverneurswahlen wiederum nur sehr knapp.
Im Juni 2009 gab er bekannt, dass er bei der Wahl im Jahr 2010 nicht erneut für das Amt des Gouverneurs kandidieren werde. In den Medien wurde darüber spekuliert, dass er stattdessen eine Kandidatur bei der Präsidentschaftswahl 2012 anstrebt, allerdings sagt Pawlenty, dass er noch keine Entscheidung über seine Zukunft getroffen habe. Am 3. Januar 2011 übergab er das Gouverneursamt an den Demokraten Mark Dayton, der sich bei der Wahl gegen den republikanischen Bewerber Tom Emmer durchgesetzt hatte.
Am 21. März 2011 bestätigte er seine Kandidatur für die Präsidentschaftswahl 2012 über YouTube. Am 23. Mai erklärte er seine Kandidatur als Präsidentschaftsbewerber der Republikaner, zog diese jedoch am 14. August wieder zurück.
Am 5. April 2018 gab Pawlenty bekannt, dass er bei der Wahl im November 2018 wieder für das Gouverneursamt von Minnesota antreten wolle. Er unterlag aber in der parteiinternen Vorwahl gegen Jeff Johnson, einen Lokalpolitiker aus dem Hennepin County, der im Gegensatz zu Pawlenty als Gefolgsmann von Präsident Trump galt. Pawlenty kündigte daraufhin seinen Rückzug aus der aktiven Politik an.